# マルティン・シュミット
マルティン・シュミット（Martin Schmitt、1978年1月29日 - ）は、ドイツ、バーデン＝ヴュルテンベルク州フィリンゲン＝シュウェンニンゲン出身のスキージャンプ選手。ドイツで最も優秀な実績をあげた選手の一人である。
シュミットとスヴェン・ハンナバルトの活躍はスキージャンプをドイツでの人気スポーツに引き上げた。特にRTL Televisionから大きなサポートを受けて彼らは賞賛を得た。

## プロフィール
フルトワンゲン地区スキークラブで競技生活を始めたシュミットの最初の実績はフルトワンゲンスキー寄宿学校に通う学生だった1997年、トロンハイム（ノルウェー）の世界選手権で団体戦銅メダルをしたことである。
翌年の1998年長野オリンピックでは団体戦銀メダルメンバーの一員となった。
1998/99シーズンにシュミットはその溢れる才能を発揮し、スキージャンプ・ワールドカップで10勝をあげ総合優勝を果たすとともにラムサウ（オーストリア）での世界選手権でラージヒル個人、ラージヒル団体の2冠に輝いた。
1999年のドイツスポーツマンオブザイヤーを受賞。
翌1999/2000シーズンにはワールドカップで11勝して総合2連覇達成。2シーズン連続10勝以上は史上唯一の記録で、通算2度のシーズン10勝以上も他にマッチ・ニッカネン、グレゴア・シュリーレンツァウアー、ハルヴォル・アイネル・グラネルしか達成していない最多タイ記録である。2000/01シーズンは6勝をあげてアダム・マリシュに次ぐ総合2位、ラハティでの世界選手権で4個のメダル（金2、銀1、銅1）を獲得した。世界選手権のジャンプ競技で1大会4つのメダルを獲得したのはシュミットが初めてである（もっとも4種目行われたのはこの年が初めてであるが）。
しかし2001/2002シーズンは怪我に悩まされ、それまでの圧倒的な実績に陰りが見え始めた。2002年ソルトレークシティオリンピックで団体戦金メダルを獲得、ワールドカップでは1勝をあげて総合5位に留まった。2002年3月1日、伝統あるラハティスキーゲームズを兼ねたこの試合であげた勝利以降ワールドカップでの勝利は無かった。ワールドカップ通算28勝は歴代9位の勝利数である。
ジャンプ週間では1999/2000と2000/01の2シーズン連続して総合3位となったのが最高位。
スキーフライング世界選手権では2002年ハラコフ大会で2位になったのが最高位である。
2005年地元開催の世界選手権（オーベルストドルフ）にはワールドカップの一部を欠場してトレーニングを行い、ノーマルヒル団体銀メダルを獲得した。
2014年1月31日、ソチオリンピックを逃したため、現役を引退することを表明した。
兄のトルステン・シュミットw:de:Thorsten Schmittは元ノルディック複合選手。